# Henri Monfort
Henri Monfort (né le 6 février 1909 à La Méaugon (Côtes-d'Armor), mort le 9 janvier 1984 à Dardilly (Rhône), est un médecin militaire, officier du corps de santé des troupes coloniales françaises, compagnon de la Libération (décret du 24 mars 1945) au titre de son action dans la France libre.

## Jeunesse et formation
Henri Monfort entre en 1933 à l'École du service de santé militaire de Lyon, il fait ensuite son stage d’application à l’École du Pharo à Marseille. Médecin des troupes coloniales, il est d’abord en poste en Afrique équatoriale française de 1935 à 1937 avant de rejoindre, en juillet 1937, les Nouvelles-Hébrides.

## Seconde guerre mondiale
C’est donc dans le Pacifique qu’il décide de rallier les Forces françaises libres (FFL). Il est l'un des tout premiers français libres (numéro 169 à l'annuaire des FFL) et son parcours pour rejoindre les FFL en Afrique est pour le moins exotique. Il embarque d'abord sur le Commissaire Ramel pour l'Australie, puis passant par les Indes, l'Égypte, le Soudan, il parvient à atteindre le Tchad où il se met à la disposition du colonel Leclerc en décembre 1940.
A Faya-Largeau, il organise le service médical de la garnison et participe aux deux campagnes du Fezzan, aux opérations de Mourzouq et de l'oasis de Koufra en février-mars 1941.
Henri Monfort suit l'épopée de la colonne Leclerc, il est médecin de la patrouille D du capitaine Jacques Massu lors de la première campagne du Fezzan en février et mars 1942. Lors de la seconde campagne du Fezzan de décembre 1942 à mars 1943 il est rattaché au groupement du lieutenant-colonel Louis Dio,. Il reste avec le même groupement dans les combats de la Force L en Tripolitaine et en Tunisie.
Médecin commandant, il est affecté dès sa création au 13e bataillon médical de la 2e division blindée (France), formé de quatre compagnies chargées du ramassage et de l'évacuation des blessés. Il débarque en Normandie le 1er août 1944 et prend part et participe à la bataille de Normandie, à la libération de Paris, à la bataille des Vosges (Seconde Guerre mondiale) et à la libération de Strasbourg.
Henri Monfort termine la guerre avec son unité par fin de la campagne d'Allemagne (1945) jusqu’à Berchtesgaden, il est alors l'adjoint du directeur du service de santé de la 2e division blindée.

## Après-guerre
Après-guerre il reprend ses séjours outre-mer et prend sa retraite en 1968 au grade de médecin général.
Henri Monfort meurt le 9 janvier 1984 à Dardilly où il est inhumé.

## Décorations
- Commandeur de la Légion d'honneur
- Compagnon de la Libération par décret du 24 Mars 1945
- Croix de guerre 1939–1945 (2 citations)
- Médaille de la Résistance française par décret du 24 avril 1946[4]